# Симфонія № 4 (Онеґґер)
Симфонія № 4 Артура Онеґґера написана 1946 року і вперше виконана 21 лютого 1947 під орудою Пауля Захера.
Складається з трьох частин:
1. Lento et misterioso — Allegro
2. Larghetto
3. Allegro

Тривалість — до 28 хвилин.